# Джона Аюнга
Джона Ананіас Пол Аюнга (англ. Jonah Ananias Paul Ayunga; нар. 24 травня 1997, Бемінестер, Дорсет, Англія) — кенійський та англійський футболіст, нападник «Гавант енд Вотерлувілл».

## Клубна кар'єра

### Ранні роки
Футбольну кар'єру розпочав у 2007 році в складі клубу «Брідпорт Юз», де виступав у чемпіонаті царемоніального графства Дорсет за команду U-16.
Улипні 2015 року відправився на перегляд до «Дорчестер Таун», де під час передсезонної підготовки справив на тренерський штаб клубу хороше враження. Завдяки цьому 19 липня того ж року підписав з клубом 1-річний контракт. Дебютував за «Дорчестер Таун» в переможному (3:0) поєдинку першого туру проти «Гістона», а дебютним голом за команду відзначився в переможному (4:2) поєдинку проти «Циренчестера Таун». За період виступів у «Дорчестер Таун» зіграв 31 матч та відзначився 7-а голами. Головний тренер клубу, Марк Джермін, описав Джону як «захоплюючого молодого таланта» та «сильного та потужного центрального форварда».

### «Брайтон енд Гоув Альбіон»
31 січня 2016 року перейшов до «Брайтон енд Гоув Альбіон». Про перехід було оголошено офіційно 1 лютого 2016 року, при цьому сума відступних склала 40 000 євро, а цей трансфер було визнано «найприбутковішим в історії „Дорчестер Таун“».
Дебютував за нову команду в програному (1:4) товариському матчі проти «Арсеналу U-21» (Лондон), а тренер «Брайтона» охарактеризував «Джону» як «хорошим футболістом та природженим бомбардиром». Проте підтвердити ці слова юний нападник зумів лише 11 квітня 2016 року, коли відзначився дебютним голом за нову команду в переможному (4:1) поєдинку проти «Ньюкасл Юнайтед U-23».
Під час літньої передсезонної підготовки 2016 року Джона зіграв проти свого колишнього клубу, «Дорчестер Таун», в якому «Брайтон енд Гоув Альбіон U-21» обіграв суперника з рахунком 7:0.
24 жовтня 2016 року Аюнгар відправився в 1-місячну оренду до представника 7-о дивізіону англійського чемпіонату «Баргесс Гілл Таун», у складі якого відзначився дебютним голом у переможному (5:1) поєдинку проти «Біконсфілд СІКОБ». Після 10 зіграних матчів у футболці «Баргесс Гілл Таун» орендна угода нападника завершилася й він повернувся до «Брайтон енд Гоув Альбіон».
23 січня 2017 року Джона відправився в оренду до завершення сезону 2017 року в ірландський клуб «Слайго Роверз». Дебютував у новій команді в програному (1:5) поєдинку проти «Лімерика». Однак в наступному матчі, 4 березня 2017 року проти «Дандолка», отримав другу жовту картку й залишив команду в меншості, в результаті «Слайго Роверз» поступився з рахунком 0:4. Після завершення терміну дискваліфікації, 8 квітня 2017 року відзначився дебютним голом у складі клубу в воротах «Богеміан» (2:0). Також відзначився ще двома голами, у воротах «Дрогеди Юнайтед» та «Лімерика». У складі «Слайго Роверз» до завершення терміну оренди 31 липня 2017 року зіграв у всіх турнірах 22 матчі, в яких відзначився 4-а голами.
31 липня 2017 року Аюнга перейшов в оренду до завершення сезону 2017 року в «Голвей Юнайтед». Дебютував за «Голвей» 4 серпня 2017 року в переможному (2:1) поєдинку проти «Фінн Гарпс». Зігравши 4 матчі за клуб, отримав травму й ірландці вирішили достроково розірвати оренду з нападником.

### «Саттон Юнайтед»
Влітку 2018 року отримав від «Брайтона» статус вільного агента, після чого перейшов до «Саттон Юнайтед». Дебютував у новому клубі 4 вересня 2018 року в переможному (1:0) поєдинку проти «Мейдстоун Юнайтед». Джона вийшов на поле на 65-й хвилині, замінивши Томмі Райта. А через місяць відзначився й дебютним голом за «Саттон», на 48-й хвилині плей-оф за право збереження місця в лізі проти «Лейтон Орієнт».
24 листопада 2018 року відправився у 3-місячну оренду до складу представника Національної ліги «Гавант енд Вотерлувілл». Того ж дня Джона вийшов у переможному (5:2) поєдинку проти «Мейдстоун Юнайтед» та відзначився голом на 35-й хвилині. Через три дні знову відзначився голом, забивши на останнії хвилинах програного (1:3) поєдинку проти «Дагенем енд Редбрідж».
Завдяки прекрасній ігорвій формі «Саттон Юнайтед» вирішив достроково розірвати оренду, після чого Аюнга зіграв у 17-и матчах, проте відзначився лише двічі. По завершенні сезону «Саттон Юнайтед» вирішив відмовитися від послуг кенійця.

### «Гавант енд Вотерлувілл»
14 травня 2019 року Джона повернувся до «Гаванта», який на той час вже вилетів до Національної ліги Південь.

## Кар'єра в збірній
Дебютний виклик до збірної Кенії отримав 5 серпня 2016 року.

## Особисте життя
Молодший брат, Соломон, також футболіст. Джона та Соломон закінчили Бімінстерську школу. Під час навчання у вище вказаному навчальному закладі Аюнга також виступав за шкільну команду з бобслею.

## Статистика виступів

### Клубна
Станом на 27 квітня 2019
| Клуб                              | Сезон             | Ліга                                       | Ліга  | Ліга | Нац. кубок | Нац. кубок | Кубок ліги | Кубок ліги | Інші  | Інші | Загалом | Загалом |
| Клуб                              | Сезон             | Дивізіон                                   | Матчі | Голи | Матчі      | Голи       | Матчі      | Голи       | Матчі | Голи | Матчі   | Голи    |
| --------------------------------- | ----------------- | ------------------------------------------ | ----- | ---- | ---------- | ---------- | ---------- | ---------- | ----- | ---- | ------- | ------- |
| «Дорчестер Таун»                  | 2015–16           | Прем'єр дивізіон Південної футбольної ліги | 24    | 8    | 2          | 0          | —          | —          | 4     | 0    | 30      | 8       |
| «Брайтон енд Гоув Альбіон»        | 2016–17           | Чемпіоншип                                 | 0     | 0    | 0          | 0          | 0          | 0          | —     | —    | 0       | 0       |
| «Брайтон енд Гоув Альбіон»        | 2017–18           | Прем'єр-ліга                               | 0     | 0    | 0          | 0          | 0          | 0          | —     | —    | 0       | 0       |
| «Баргесс Гілл Таун» (оренда)      | 2016–17           | Прем'єр дивізіон Істмійської ліги          | 10    | 0    | 0          | 0          | —          | —          | 3     | 1    | 13      | 1       |
| «Слайго Роверз» (оренда)          | 2017              | Прем'єр-дивізіон                           | 21    | 4    | —          | —          | 1          | 0          | —     | —    | 22      | 4       |
| «Голвей Юнайтед» (оренда)         | 2017              | Прем'єр-дивізіон                           | 2     | 0    | 2          | 1          | —          | —          | —     | —    | 4       | 1       |
| «Пул Таун» (оренда)               | 2017–18           | Національна ліга Південь                   | 1     | 0    | 0          | 0          | —          | —          | 0     | 0    | 1       | 0       |
| «Саттон Юнайтед»                  | 2018–19           | Національна ліга                           | 28    | 4    | 3          | 0          | —          | —          | 2     | 0    | 33      | 4       |
| «Гавант енд Вотерлувілл» (оренда) | 2018–19           | Національна ліга                           | 4     | 2    | —          | —          | —          | —          | —     | —    | 4       | 2       |
| «Гавант енд Вотерлувілл»          | 2019–20           | Національна ліга Південь                   | 8     | 8    | 0          | 0          | —          | —          | 0     | 0    | 8       | 8       |
| Усього за кар'єру                 | Усього за кар'єру | Усього за кар'єру                          | 98    | 26   | 7          | 1          | 1          | 0          | 9     | 1    | 115     | 28      |

1. ↑  Один матч у кубку Південної ліги, 3 — у Трофеї ФА
2. ↑  Матчі в Трофеї ФА
3. ↑  Один матч у Шотландському кубку виклику, 1 — у Трофеї ФА